# Thelypteris pachyrachis
Thelypteris pachyrachis är en kärrbräkenväxtart som först beskrevs av Kze. och Georg Heinrich Mettenius, och fick sitt nu gällande namn av Ren-Chang Ching. Thelypteris pachyrachis ingår i släktet Thelypteris och familjen Thelypteridaceae.

## Underarter
Arten delas in i följande underarter:
- T. p. bogotensis
- T. p. sprucei